# Ікса (притока Чаї)
І́кса (рос. И́кса) — річка в Росії, притока Чаї (басейн Обі), тече у Томській області Васюганською рівниною.
Ікса починається у Васюганских болотах на кордоні Томської і Новосибірської областей. Спочатку тече на схід і північний схід кордоном між областями, потім повертає на північ і зберігає цей напрямок, дещо відхиляючись до заходу, до самого гирла. Річка тече територією Бакчарського і Чаїнського районів Томської області; впадає в Чаю біля села Підгорне.
Довжина річки 430 км, площа водозбірного басейну 6130 км². Середньорічний стік 7,3 м³/с. Живлення снігове і дощове. Повінь з травня до початку серпня.
Населенні пункти на річці: Плотніково, Бородинськ, біля гирла — Підгорне.
У 1960-х — 1970-х роках на Іксі за 5 км вище села Підгорного працювала Іксинська ГЕС (потужність 900 кВт). Електростанція була виведена з експлуатації і демонтована після підключення Томської області до єдиної енергосистеми; досі збереглася гребля і будівля ГЕС..